# Ewa Kassala

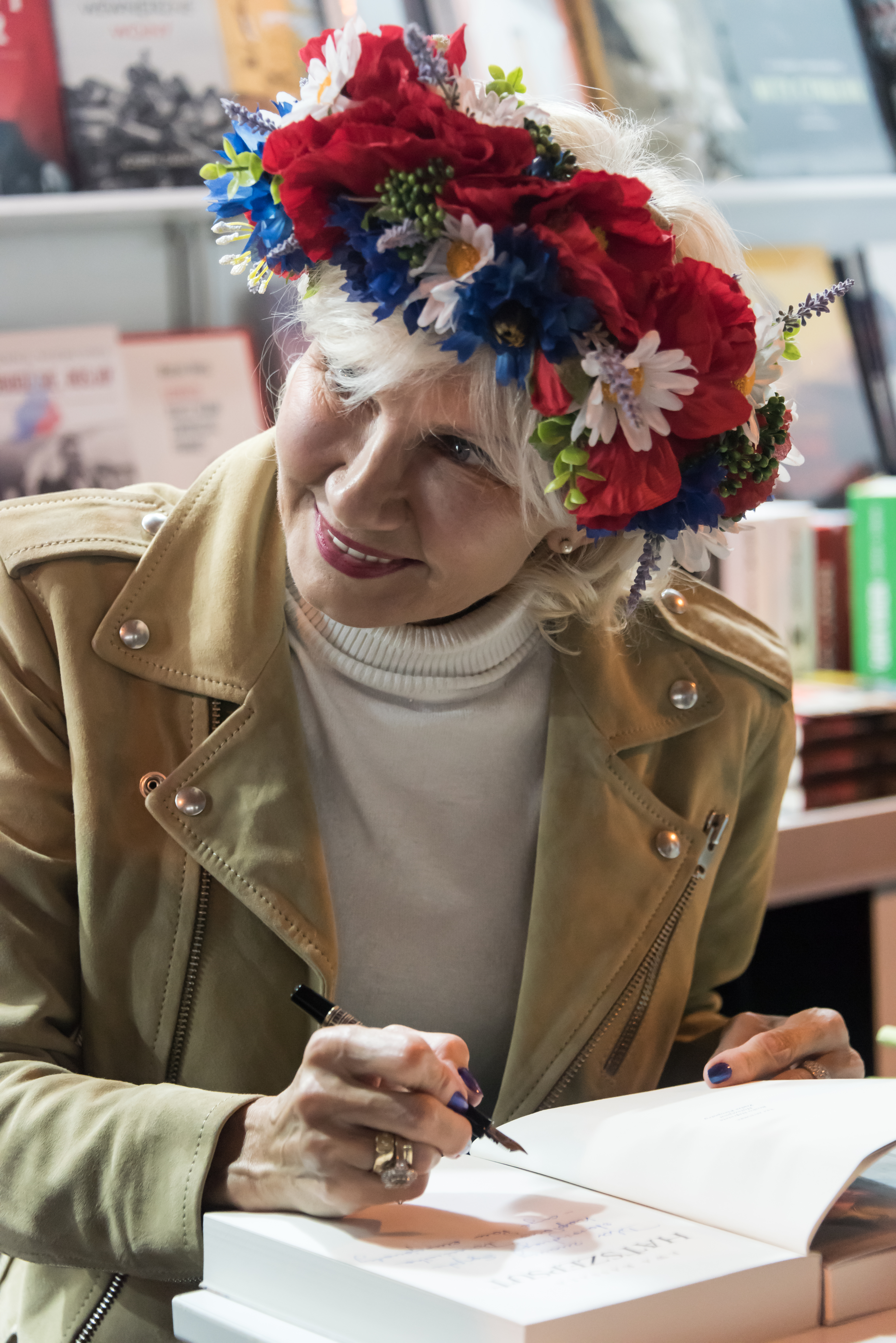
Ewa Kassala podpisująca swoją książkę podczas XXX Targów Książki Historycznej w Warszawie (2022)

Ewa Kassala (właśc. Dorota Ewa Stasikowska-Woźniak; ur. 19 listopada 1965) – polska pisarka, autorka książek m.in. o wpływowych kobietach czasów starożytnych oraz wczesnośredniowiecznego świata Słowian. Trenerka, kreatorka akcji społecznych, specjalistka ds. równouprawnienia kobiet i mężczyzn, autoprezentacji i kreowania wizerunku, scenarzystka, prowadząca programy telewizyjne i konferencje.

## Życiorys
W latach 90. wydawała w Katowicach kwartalnik literacki „Wyrazy”.
W latach 2009–2012 była założycielką i współwłaścicielką bezpłatnego magazynu dla kobiet „Lady's Club” a także prowadziła Polski Dom Kreacji. Pisała scenariusze i prowadziła programy telewizyjne (m.in. „Trzecie oko” dla TVP II) i spotkania w Salonie Literackim w Katowicach. Była koordynatorką projektów społecznych i badawczych Polsce i na świecie (m.in. Banku Światowego), przewodniczącą Krajowej Sieci Tematycznej EQUAL; 
społeczną  pełnomocniczką wojewody śląskiego ds. równego statusu kobiet i mężczyzn, przewodniczącą Rady Programowej TVP Katowice; członkinią Komitetu Sterującego Norweskich Mechanizmów Finansowych. Była założycielską i prezesem takich organizacji jak: Soroptimist International, Śląski Klub Nike i Śląskie Centrum Równych Szans. Sprowadziła również do Polski międzynarodową organizację pozarządową Dress for Success.
Pseudonim Ewa Kassala autorka zaczerpnęła w ramach matrylinearności od nazwiska matki i babki.

## Nagrody i wyróżnienia
Jest laureatką nagrody „Bizneswoman Roku” za działalność charytatywną.
W 2018 roku otrzymała Pierścień Stulecia Niepodległości RP. Jest też laureatką nagrody "Skrzydło Merkurego", Stalowego Goździka, orz "Chapeau bas" Soroptimist International.

## Publikacje
Seria Słowiańska
- Czas Bogini, Sonia Draga, 2021, ISBN 978-83-8230-382-7
- Czas Potęgi, Sonia Draga, 2022, ISBN 978-83-8230-615-6

Seria Silne Kobiety Czasów Biblii
- Królowa Saby,  Wydawnictwa Videograf S.A. 2019, ISBN 978-83-7835-744-5
- Maria Magdalena - Kapłanka, Dama, Apostołka, Wydawnictwa Videograf S.A. 2019, ISBN 978-83-7835-756-8
- Semiramida, Wydawnictwa Videograf S.A. 2020, ISBN  978-83-7835-792-6
- Maria Magdalena - Wyzwolona Kobiecość, Odnaleziona Boskość, Wydawnictwa Videograf S.A. 2021, ISBN 978-83-829-3082-5

Seria Egipska
- Żądze Kleopatry, Sonia Draga, 2015, ISBN 978-83-7999-173-0
- Boska Nefretete, Sonia Draga, 2016, ISBN 978-83-7999-892-0
- Hatszepsut, Sonia Draga, 2017, ISBN 978-83-8110-248-3

Powieści
- Kleopatra, Oficyna Wydawnicza Leksykon, 1995, ISBN 83-86242-57-4
- Portret kobiety wieku zatracenia, Videograf II, 1999, ISBN 83-7183-100-5
- Mandragora, Burda Książki, 2014, ISBN 978-83-7778-611-6

Poradniki
- Wystąpienia publiczne i kreowanie wizerunku, 2005, ISBN 83-910203-0-4
- Jak być nowoczesną damą, Polski Dom Kreacji, 2009, ISBN 978-83-61222-00-2
- Savoir-vivre przy stole, Polski Dom Kreacji, 2008, ISBN 978-83-61222-04-0
- Poradnik nowoczesnej czarownicy, Novum, 2000, ISBN 83-910203-5-5
- W sukience do sukcesu, G+J Książki, 2013, ISBN 978-83-7778-591-1
- Nowoczesna czarodziejka. Twój sukces, Wydawnictwa Videograf S.A. 2020,  ISBN 978-83-7835-750-6